# Judyty Domarady
Judyty Domarady – zlikwidowana stacja kolejowa w Judytach, w gminie Sępopol, w powiecie bartoszyckim w województwie warmińsko-mazurskim, w Polsce. Położona na linii kolejowej z Bartoszyc do Prawdinska. Linia ta została ukończona w 1911 roku Linia ta została rozebrana w 1945 roku.